# Alex Buttazzoni
Alex Buttazzoni (* 11. März 1985 in San Daniele del Friuli) ist ein ehemaliger italienischer Radrennfahrer.

## Sportliche Laufbahn
Buttazzoni wurde auf der Bahn von 2008 bis 2015 in den Disziplinen Mannschaftsverfolgung, Madison, Scratch, Punktefahren und Dernyrennen insgesamt 15 mal italienischer Meister. Außerdem gewann er im Jahr 2014 mit Marco Coledan das Sechstagerennen in Fiorenzuola d’Arda.
Auf der Straße gewann Buttazzoni mit zwei Etappen der Rumänien-Rundfahrt 2009 und einer 2010 Rennen des internationalen Radsportkalenders. Das Rennen Giro delle Tre Provincie gewann er 2006.

## Erfolge

### Bahn
2008
- Italienischer Meister – Mannschaftsverfolgung (mit Davide Cimolai, Gianni Da Ros, Jacopo Guarnieri und Elia Viviani)
- Italienischer Meister – Punktefahren
- Italienischer Meister – Madison (mit Jacopo Guarnieri)

2009
- Italienischer Meister – Madison (mit Angelo Ciccone)

2010
- Italienischer Meister – Mannschaftsverfolgung (mit Angelo Ciccone, Marco Coledan und Alessandro De Marchi)
- Italienischer Meister – Scratch

2011
- Italienischer Meister – Mannschaftsverfolgung

2012
- Italienischer Meister – Scratch
- Italienischer Meister – Mannschaftsverfolgung

2013
- Italienischer Meister – Mannschaftsverfolgung (mit Marco Coledan, Michele Scartezzini und Paolo Simion)
- Italienischer Meister – Scratch

2014
- Sechstagerennen Fiorenzuola d’Arda – mit Marco Coledan
- Italienischer Meister – Mannschaftsverfolgung (mit Michael Bresciani, Francesco Castegnaro und Piergiacomo Marcolina)
- Italienischer Meister – Scratch
- Italienischer Meister – Derny

2015
- Italienischer Meister – Mannschaftsverfolgung

### Straße
2009
- zwei Etappen Rumänien-Rundfahrt

2010
- eine Etappe Rumänien-Rundfahrt